# Standing on the Shore
Singles de Empire of the Sun
We Are the People
Standing on the Shore (Debout sur le rivage) est un single sorti en 2009, du groupe australien Empire of the Sun.